# Nupserha univitticollis
Nupserha univitticollis là một loài bọ cánh cứng trong họ Cerambycidae.